# Hakkapeliter

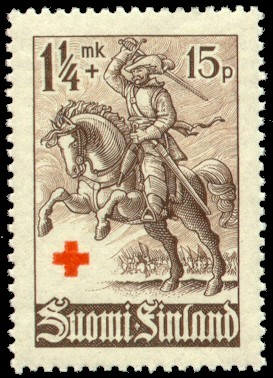
En hakkapelit på ett finländskt frimärke från 1940.

Hakkapeliter, på finska hakkapeliitat, var det finländska kavalleriet under det trettioåriga kriget (1618–1648). Ordet kommer från deras finskspråkiga stridsrop ”hakkaa päälle (pohjan poika)”, ordagrant ”hugg på (nordens son)”.
I den svenska armén ingick tre kavalleriregementen från Finland:
- Nylands och Tavastehus läns kavalleriregemente
- Åbo och Björneborgs läns kavalleriregemente
- Viborgs och Nyslotts läns kavalleriregemente

Hakkapeliterna har i Finland fått en legendarisk ställning som kända hjältar och fruktade motståndare. Mycket av denna bild av hakkapeliterna uppstod i 1800-talets nationalromantik via författare, diktare och kompositörer som John Ludvig Runeberg och Zacharias Topelius. En av dom tidigaste författarna som nämner hakkapeliterna var den finska historiken Daniel Juslenius som år 1700 utgav verket Gamla och nya Åbo. I verket beskriver Juslenius också dom finska ryttare i det 30-åriga kriget som han kallar för "hakkapeliter" vilket han säger kommer från deras stridsrop "hakkaa päälle" (översätts ofta som "hugg på"). I det samtida materialet nämns "hakkapeliter" ytterst sällan. Dessa hakkapeliter nämns helt enkelt som "ryttare/Finska ryttare", alternativt som deras befäls namn.  En senare period av intresse av hakkapeliterna uppstod före och under andra världskriget. Den historiska forskningen ser numera hakkapeliterna som en del av det dåtida svenska rytteriet, utan särställning. Dock hade Gustav II Adolf med framgång reformerat det svenska rytteriets taktik, som därmed skilde sig från motståndarnas, som kallades karakoll, genom den mer direkta anfallstaktiken. Hakkapeliterna skulle i full fart rida emot fienden och avfyra sin första pistol på tjugo språngs avstånd, sin andra pistol på fem språngs avstånd och därefter drog de sina svärd och red in i fienden. I Finland restes 1932 ett monument till hakkapeliterna vid Tammela kyrka och ett annat monument 1975 i Lahtis.